# Russell Earl Marker
Russell Earl Marker (12 mars 1902 - 3 mars 1995) est un chimiste américain qui invente le système d'Indice d'octane lorsqu'il travaille à la Ethyl Corporation,. Plus tard dans sa carrière, il fonde une industrie de stéroïdes au Mexique lorsqu'il réussit à fabriquer de la progestérone semi-synthétique à partir de constituants chimiques trouvés dans les ignames mexicaines dans un processus connu sous le nom de dégradation de Marker,. Cela conduit au développement chez Syntex de la pilule contraceptive orale combinée à la cortisone synthétique - et au développement du commerce mexicain de barbasco.

## Biographie
Il est né le 12 mars 1902 à Hagerstown, Maryland. Il obtient son BS en 1923 de l'Université du Maryland et une maîtrise en chimie physique en 1924 de la même institution.
En 1926, il épouse Mildred Collins (1899-1985) et travaille comme chimiste analytique à la Naval Powder Factory à Indian Head, Maryland. Il commence à travailler chez Ethyl Corporation où il propose le concept de l'indice d'octane.
En 1938, il propose une nouvelle structure moléculaire pour la sarsasapogénine où la chaîne latérale est chimiquement réactive en raison des deux atomes d'oxygène connectés au même carbone. La réactivité nouvellement découverte de la chaîne latérale peut être utilisée pour éliminer la plupart des atomes de la chaîne latérale. Une fois que la plupart des atomes sont retirés de la chaîne latérale, il reste un cycle stéroïde. Après quelques modifications chimiques, un anneau stéroïdien peut conduire à la création de progestérone. C'est la première synthèse pratique de progestérone. C'est aussi un précurseur dans la préparation de la cortisone.
Lorsque Marker découvre qu'il existe une structure similaire à la sarsasapogénine dans la Beth Roots, un membre de la famille des lys, il commence son travail pour développer la dégradation de Marker.
En mars 1944, il fonde Syntex. Il quitte l'entreprise en mai 1945 pour fonder Botanica-Mex. En 1949, il quitte Botanica-Mex. Il est décédé le vendredi 3 mars 1995,.

## Dégradation de marker
Emeric Somlo, Federico Lehmann et Russell Marker se réunissent pour créer une nouvelle société au Mexique nommée Syntex SA. Cette société utilise la plante mexicaine Cabeza de Negro (Dioscorea mexicana) pour créer de la progestérone. Les espèces du genre Dioscorea contiennent de la diosgénine : une saponine similaire à la structure de la sarsasapogénine trouvée dans la racine beth. En mars 1944, la société fabrique le premier kilo de progestérone, qui est vendu à 50 dollars le gramme. Après un différend dans l'entreprise en 1945, Marker coupe les liens avec Syntex SA. Parce que Marker est la seule personne de l'entreprise qui sait comment faire la synthèse de la progestérone, ils ne peuvent plus produire le médicament. Marker part cependant travailler avec Botanica-mex, une entreprise basée à Texcoco. La société est ensuite vendue à Gedeon Richter Ltd. où ils commencent à utiliser à la fois la cabeza de negro et le barbasco (igname) pour fabriquer de la progestérone.
Aujourd'hui, la progestérone peut être utilisée pour fabriquer de la cortisone et des contraceptifs oraux.